# Kleine kwikstaarttiran
De kleine kwikstaarttiran (Stigmatura napensis) is een zangvogel uit de familie Tyrannidae (tirannen).

## Verspreiding en leefgebied
Deze soort komt voor langs de grote rivieren in zuidoostelijk Colombia, oostelijk Ecuador, noordoostelijk Peru en westelijk Brazilië.

## Status
De grootte van de populatie is niet gekwantificeerd maar de soort wordt omschreven als algemeen. Op de Rode lijst van de IUCN heeft deze soort de status niet bedreigd.